# Palazzo Carafa d'Andria
Il palazzo Carafa d'Andria è un edificio di valore storico e architettonico di Napoli, ubicato in largo San Marcellino.
L'edificio fu eretto nel primo ventennio del XV secolo e, passato alla Confraternita del Monte di Pietà, nel XVI secolo venne rifatto da Giovanni Francesco Mormando in stile rinascimentale.
Tuttavia, dal XVII al XIX secolo l'immobile subì notevoli alterazioni e modifiche con la realizzazione, ad esempio, della facciata neoclassica e di una scala ellittica nel cortile.
Alla fine dell'Ottocento venne aggiunto un ulteriore piano.
L'esterno dell'edificio è quindi caratterizzato dalla facciata neoclassica, suddivisa in due settori: il pian terreno con bugnato liscio è scandito da lesene doriche e il portale racchiuso da quattro colonne tuscaniche, mentre nel settore superiore da lesene ioniche. I prospetti laterali sono impostati su un basamento in piperno risalente al rifacimento Mormandeo ed ingloba resti medioevali dell'originale fabbrica.
Nell'interno è visibile un bel cortile cinquecentesco; nell'atrio sono presenti quattro pilastri in piperno sormontati da un arco depresso e due laterali acuti. Inoltre, nel cortile a loggia doppia, oggi murato, si possono notare i pilastri con base ottagonale sormontati da finestre con decorazioni classiche.
La scala principale è a doppia tenaglia e raggiunge il piano nobile; sul lato opposto c'è una scala ellittica secentesca. Resti dell'originale struttura si possono osservare in ambienti posti al piano terra.
Il palazzo oggi è sede dell’Istituto di Istruzione Superiore “Elena di Savoia”.